# Hajo Müller
Hajo Müller (* 24. Februar 1931 in Dresden; † 13. Februar 2020 ebenda) war ein deutscher Schauspieler und Opernsänger (Bariton und Bass).

## Leben
Müllers Vater arbeitete als Lehrer, seine Mutter gab Klavierstunden. Beide haben aus gesellschaftlichen Gründen keine eigene Gesangskarriere verfolgt. Nach drei Jahren Gesangsunterricht erhielt Müller sein erstes Engagement am Theater Döbeln und sang dort in der Zauberflöte den Sarastro. Bald wechselte er an die Chemnitzer Oper, wo er zwei Jahre blieb. Weitere Engagements führten ihn nach Plauen und Schwerin. In Weimar wurde ihm der Ehrentitel Kammersänger verliehen. Bei einem Bühnenunfall verfing er sich mit den Füßen in Kulissenteilen und stürzte schwer. Müller war in 150 Partien auf der Bühne in rund 3500 Vorstellungen zu erleben.
Müller wirkte in mehreren Filmen und Musicals mit, z. B. 1987 in der DDR-Fernsehserie Spuk von draußen als Opa Rodenwald. Er engagierte sich stets für den sängerischen Nachwuchs. 2001 feierte er fast gleichzeitig seinen 70. Geburtstag und das 50-jährige Bühnenjubiläum.
Müller starb 2020 im Alter von 88 Jahren.

## Filmografie
- 1986: Hilde, das Dienstmädchen; Regie; Günther Rücker, Jürgen Brauer
- 1987: Spuk von draußen; Regie: Günter Meyer (TV-Serie)
- 1988: Kai aus der Kiste; Regie: Günter Meyer
- 1989: Die ehrbaren Fünf; Regie: Klaus Gendries (TV-Film)
- 1991: Olle Hexe; Regie: Günter Meyer

## Mitwirkung in Opern und Musicals (Auswahl)
- Haushofmeister in Capriccio an der Semperoper Dresden
- Alcindoro in La Bohème an der Semperoper Dresden
- Duncan in Macbeth an der Semperoper Dresden